# Gorenje rudnika pod mestom Centralia (ZDA)
Rudnik premoga pod mestom Centralija v Pensilvaniji, ZDA, gori že vsaj od 27. maja leta 1962. Sumijo, da je požar povzročila oblika gorečih smeti, ki so zadele trak premoga v jami. Ogenj gori v podzemnem rudniku premoga na globini 91m (300 ft), in v razponu 12.875 km (8 milj), na 1497,3 ha (3700 a). Ogenj leta 2014 še vedno gori in po trenutnih izračunih naj bi gorel vsaj še 250 let. Zaradi gorenja rudnika je večina prebivalcev Centralije mesto zapustila. Populacija mesta je upadla iz 2.761 v letu 1980 na samo 7 prebivalcev v letu 2013. Večina stavb je bilo zravnanih z zemljo.

## Ozadje
7. maja 1962 se je sestal senat v mestu Centralija, da se pogovorijo o prihajajočem prazniku – Dan spominov oz. Memorial Day in kako se bo mesto lotilo čiščenja odlagališča smeti v Centraliji, katero je bilo prestavljeno v začetku istega leta. 91m široka in 23m dolga jama je bila narejena iz 15m globokega površinskega kopa, katerega je očistil Edward Whitney leta 1935. Jama je ležala zelo blizu SV kota pokopališča Odd Fellows. Novi državni predpisi so prisilili mesto, da je zaprlo prejšnje odlagališče zahodno od pokopališča Sv. Ignacija. Po mestu Centralija je bilo tako razpršenih 8 ilegalnih odlagališč. Namen senata z izgradnjo novega odlagališča je bil, da se preneha ilegalno odlaganje odpadkov. Skrbniki pokopališča so bili proti izgradnji odlagališča tako blizu pokopališča, vendar so prepoznali ilegalno odlaganje odpadkov kot bolj pereči problem in uvideli, da je izgradnja novega odlagališča rešitev tega problema. Leta 1956 je država Pensilvanija sprejela varstveni ukrep, ki naj bi določal ureditev uporabe odlagališča v površinskih kopih, saj so bila odlagališča znana po povzročanju uničevalnih požarov v rudnikih. Zakon je določal, da mora občina, ki uporablja taka odlagališča, imeti vsa dovoljenja in redne inšpekcije. George Segaritus, regionalni inšpektor odlagališč, ki je delal za Oddelek za rudarstvo in mineralno industrijo (Department of Mines and Mineral Industries – DMMI), je postal zaskrbljen za jamo, ko je opazil luknje v stenah in tleh, saj taki rudniki pogosto režejo skozi starejše rudnike, ki ležijo globlje. Sagaritus je obvestil Josepha Tighea, mestnega svetnika, da je luknje potrebno zasuti z nevnetljivim materialom.

## Ogenj
To je bil svet, v katerem človek ne more živeti, bolj vroče kot na Merkurju, atmosfera strupena kot na Saturnu. V srcu ognja so temperature z lahkoto presegle 540ºC. Smrtonosni oblaki ogljikovega monoksida in drugih plinov so se vili skozi kamnite prekate.

## Načrt in izvedba
Mestni svet je izglasoval, da se odlagališče očisti, čeprav zapisnik ne opisuje predlaganega postopka. Ugiba se, da proces – prižig ognja – ni bil določen, saj državni zakon prepoveduje požiganje odlagališč. Ne glede na to je mestni svet določil datum in najel 5 članov iz Podjetja prostovoljnih gasilcev, da očistijo odlagališče. 27. maja 1962 so prižgali ogenj in z vodo pogasili vidne plamene ognja. Kljub temu je bil ogenj zopet opažen 29. maja. S cevmi, ki so jih priključili na aveniji Locust, so ponovno poskusili pogasiti ogenj. 4. junija je ogenj ponovno izbruhnil in prisilil Centralijsko gasilsko družbo, da ponovno posreduje. Z buldožerjem so premetali smeti, tako da so gasilci lahko prišli do prikritih slojev gorečih odpadkov. Nekaj dni po tem poskusu pogasitve ognja, so v bazi severne stene jame odkrili luknjo, ki je bila 4,6 m široka in nekaj metrov visoka. Smeti so zakrile luknjo in tako preprečile, da bi se zapolnila z nevnetljivim materialom. Obstaja verjetnost, da je to luknja, ki je vodila v gorenje rudnika, saj je omogočala povezavo z labirintom jaškov starih rudnikov pod mestom. Obstaja dokaz, da je ogenj na odlagališču še vedno tlel, saj je 2. julija monsinjor William J. Burke vložil pritožbo nad smrdljivim vonjem – od tlečih smeti in premoga – ki prihaja do cerkve Sv. Ignacija. Kljub temu je mestni svet še vedno dovoljeval odlaganje smeti v jamo. Član mestnega sveta je navezal stik s Clarence ˝Mooch˝ Kashner-jem, predsednikom Independent Miners, Breakermen and Truckers unije, ki naj bi preveril situacijo v Centraliji. Kashner je ocenil dogajanje in poklical Gordon Smith-a, Inženirja, ki je delal za Oddelek za rudarstvo in mineralno industrijo (Department of Mines and Mineral Industries – DMMI), v Pottsvill-u. Smith je rekel mestnemu svetu, da bi lahko izkopal tleči material z uporabo lopate na paro za 175$. Zatem so poklicali Art Joyce-a, inšpektorja rudnikov iz Mount Carmel, kateri je prinesel opremo za odkrivanje plinov, ki se je uporabila za preverjanje vrtinčastih oblakov dima, ki se je dvigal iz špranj v severni steni odlagališča. Testi so pokazali, da plini, ki izhajajo iz ogromne luknje v steni jame in špranj, vsebujejo vrednost ogljikovega monoksida, ki je tipična za gorenje rudnikov.

## Stopnjevanje
Nemudoma je bilo poslano pismo v Lehigh Valley premogovno podjetje (LVPP), kot formalno obvestilo o požaru. Mestni svet se je odločil, da je skrivanje resnice o resničnem izvoru ognja boljše za mesto, namesto, da se opozori LVPP na resnični izvor ognja, kar bi se verjetno končalo tako, da bi podjetje umaknilo svojo pomoč. V pismu mesto opisuje začetek požara z ˝neznanim izvorom… med obdobjem nenavadno vročega vremena.˝Pred so se sestali na sestanku, ki je potekal 6. avgusta na mestu gorenja požara in je vključeval uradnike iz LVPP-ja in iz Sesquehanna premogovnega podjetja, je namestnik sekretarja Rudnikov James Shober Sr. od svojih predstavnikov pričakoval, da mu bodo sporočili, da si ne morejo privoščiti prevzeti projekta, ki naj bi zaustavil gorenje rudnika. Zaradi tega je Shober objavil, da pričakuje od države, da bo financirala stroške izkopa gorečega rudnika, ki je v tiste času stala okoli 30.000$. Na sestanku je padla še ena ponudba, katero je predložil Alonzo Sanchez, upravljavec Centralije površinskega kopa. In sicer Sanchez je povedal članom mestnega sveta, da bo izkopal goreči rudnik zastonj brez računa, če lahko obdrži premog, ki ga je med tem izkopal, brez plačila provizije LVPP-ju. Del Sanchez-ovega načrta je bilo poskusno vrtanje s katerim naj bi ugotovili obseg rudniškega požara, zaradi česa je bila njegova ponudba na sestanku najverjetneje zavrnjena. Vrtanje bi upočasnil projekt, da ne omenimo pravnih problemov z rudarskimi pravicami.V tistem času so bili državni rudniški inšpektorji skoraj dnevno na območju rudnikov v Centraliji, da so preverjali nivo 
smrtonosnega ogljikovega monoksida. Smrtonosne vrednosti so bile odkrite 9. avgusta in vsi rudniki v območju mesta Centralije so bili zaprti naslednji dan.

## Prvi projekt izkopavanja
Na sestanku z Združenimi rudniškimi deli Amerike v Centraliji (United Mine Works of America in Centralia) so 12. avgusta pritisnili na sekretarja Rudnikov Lewis Evans-a, da je kasneje 15. avgusta poslal pismo družbi, v katerem trdi, da je avtoriziral projekt, ki naj bi rešil rudniški požar in da naj bi se potegovanja za projekt začela s 17. avgustom. Dva dni kasneje se je podpisala pogodba z Birdy Inc, podjetjem blizu Mount Carmel, za približno 20.000$. Delo na projektu se je pričelo
z 22. avgustom.DMPP, kateri je sprva verjel, da mora Birdy izkopati samo okoli 18.000 m³ zemlje, je prepovedal podjetju, da naredi poskusno vrtanje, s katerim naj bi se določilo območje požara in kako globoko se nahaja in da se mora držati striktno samo načrtov, ki so jih narisali inženirji, ki niso verjeli, da je požar večji in aktiven. Namesto poskusnega vrtanja so lokacijo ognja ugibali glede na količino pare, ki je izhajala iz odlagališča. Birdy je začel z izkopavanjem na severnem obodu smetišča, kjer je izkopal okoli 61 m zemlje navzven in tako povečal rob. Takoj, ko je Birdy-jeva oprema odprla spodaj ležeče rudniške dvorane, je ogromna količina zraka dovajala hrano za ogenj. Steve Kisela, upravljavec buldožerja v Birdy-jevem projektu, je rekel, da je bil projekt neefektiven, ker se je ogenj že razširil pred izkopavanjem, torej preden so zavrtali in razstrelili področje. Birdy je tudi uporabljal 1,9 m³ veliko lopato, katera je bila premajhna za tak projekt. Država mu je dovolila delo s samo eno izmeno na 8 ur na dan skozi tedne dela. Zaradi Praznika dela v zgodnjem septembr se je z izkopavanjem čakalo pet dni. Z nadaljevanjem projekta se je ogenj širil proti severu in globlje, kar je močno povečevalo stroške izkopavanja.Preden je zmanjkalo denarja za projekt in se je ta 29. oktobra končal, je Birdy izkopal 44.790 m³ zemlje.

## Drugi projekt izkopavanja
29. oktobra, preden se je zaključil projekt z Birdy-jem, se je predlagal nov projekt, s katerim naj bi odplaknili rudniški požar. Zdrobljen kamen zmešan z vodo naj bi potisnili v rudnik pred pričakovano razširitvijo ognja. Projekt naj bi stal okoli 40.000$. Potegovanja za projekt so se začela s 1. novembrom in projekt je dobilo K&H Izkopavanje z najnižjo ponudbo za 28.400$. Vrtanje se je izvajalo vzdolž roba odlagališča skozi luknje, ki so bile 6,1 m narazen v obliki delnega kroga. V tistem času je Centralija doživela nenavadno močno zasneženo zimo z nizkimi temperaturami, ki so zamrznile cevi, ki so dovajale vodo za odplakujoči material. Prav tako je zamrznil stroj, ki je mlel kamen. DMPP je bil zaskrbljen, da 7.600 m³ odplakujočega materiala ne bo dovolj, da zapolni rudnike in tako ni dovolil, da se globoke luknje popolnoma zapolnijo z materialom, kar je omogočilo zadušenemu rudniškemu požaru, da se preseli naprej.Sekretar Evans je odobril še dodatnih 14.000$ za drugi projekt, potem ko se je pojavila skrb, da bo kmalu zmanjkalo denarja. Financiranje projekta se je zaključilo 15. marca 1963, s celokupnimi stroški 42.420$. 11. aprila so odkrili površinske dokaze, da se je ogenj razširil proti vzhodu za vsaj 210 m stran od prvotnega izvora ognja in prav tako je začela para izhajati iz naknadnih lukenj na odlagališču.

## Tretji projekt
Ponudba sestavljena iz treh možnosti je bila sestavljena kmalu po zaključku drugega projekta, čeprav se je projekt zavlekel do novega finančnega leta 1. julija leta 1963. Prva možnost je stala 277.490$ in je bila sestavljena iz vkopavanja ognja in zakopavanja jarkov z nevnetljivim materialom. Druga možnost je stala 151.714$ in je ponujala manjše jarke v nepopolnem krogu, katerim je sledilo zaključek kroga z zapornicami za odplakovanje. Tretja možnost je bila ˝popolen in odločen projekt izplakovanja ˝, ki je bil večji od drugega projekta izplakovanja in je stal 82.300$. Država je opustila ta projekt leta 1963.

## Kasnejši popravni projekti
Pozno v letu 1976 je David DeKok začel poročati o rudniškem požaru za ˝The News-Item˝ v Shamokin-u. Med letoma 1976 in 1986 je napisal preko 500 člankov o požaru. Leta 1979 se je lokalno prebivalstvo zavedalo resnosti njihove situacije, ko je takratni župan in lastnik bencinske črpalke John Coddinton, med preverjanjem količine bencina v podzemnih zbiralnikih s palico, ugotovil, da je potegnil ven vročo palico. Ponovno je vrvico spustil v podzemni zbiralnik, samo da je tokrat na konec vrvice privezal termometer. Šokiran je odkril, da je bila temperatura bencina 77,8ºC. V začetku leta 1980 je več ljudi prijavilo škodljive zdravstvene učinke kot posledica izpostavljenosti stranskim produktom ognja: ogljikov monoksid, ogljikov dioksid, in nizek nivo kisika. Leta 1981 je 12 letni Todd Domboski, prebivalec Centralije, padel v 1,2 m široko in 46 m globoko luknjo, ki je v trenutku nastala pod njegovimi nogami na zadnjem dvorišču njegovega doma. S tem dogodkom je problematika mesta Centralije dosegla pozornost vseh državljanov Pensilvanije. Todd naj bi se držal za korenino drevesa, dokler mu ni 14 letni bratranec Eric Wolfgang rešil življenje, s tem ko ga je povlekel na varno. V oblaku vroče pare, ki se je dvigala iz luknje, so namerili smrtonosne vrednosti ogljikovega monoksida.

## Hipoteze
Skozi leta so nastale številne hipoteze o izvoru rudniškega požara pod mestom Centralija. Trenutno nimamo dejanskih dokazov, ki bi nakazovali, da je res začelo goreti 27. maja 1962. Prva hipoteza pravi, da je nezaprta odprtina v jami dovolila dostop ognja do labirinta zapuščenih jaškov rudniku premoga pod mestom Centralija. Joan Quigley v knjigi ˝The Day the Earth Caved In˝, ki jo je izdala leta 2007, zagovarja, da se je požar začel en dan pred 27. majem, ko je smetarski tovornjak spustil vroči pepel in premog, zavržen iz velikih peči na premog, v odprto jamo smeti. Opazila je, da se je zapisnik mestnega sveta iz 4. junija 1962 nanašal na dva požara na odlagališču in da je pet gasilcev izdalo račun ˝za pogasitev požara na odlagališču˝. Mesto je bilo dolžno po zakonu inštalirati negorljivo glineno zaporo med vsaki sloj smeti, vendar so zaostali v časovnem načrtu, kar je pustilo zaporo nedokončano. To je dovoljevalo vročemu premogu, da je prodrl v žile premoga pod jamo in tako zanetil poznejši podzemni ogenj. Poleg zapisnika mestnega sveta Quigley citira tudi intervjuje s prostovoljnimi gasilci, prejšnjim šefom gasilske brigade, mestnimi uradniki in intervjuje številnih prič, kot vir njene teorije. Naslednja hipoteza je znana kot Teorija Basta (Bast Theory). Pravi, da naj bi ogenj gorel že veliko preden naj bi se domnevne smeti zanetile 27. maja. Glede na lokalno legendo, naj bi gorenje premoga v Bast premogovniku leta 1932, ki naj bi se zanetil zaradi eksplozije, nikoli ni bilo popolnoma ugasnjeno. V letu 1962 naj bi doseglo območje odlagališča. Tisti, ki se nagibajo k teoriji Basta, verjamejo, da je gorenje smeti ločeno in se ne navezuje na požar rudnika pod mestom Centralija. Frank Jurgill St., ki je skupaj z bratom upravljal na črno skopan rudnik v bližini odlagališča med letoma 1960 in 1962, se ne strinja s teorijo. Pravi, da če bi Bast premogovnik še vedno gorel, bi bila z bratom mrtva zaradi vročine in plinov. Glede na njegovo zgodbo in nasprotujoče dokaze redki verjamejo v to teorijo in ji pripisujejo malo verodostojnosti. Mestni svetnik Joseph Tighe je predlagal drugačno hipotezo: Gorenje rudnika v Centraliji se je začelo zaradi gorenja sosednje plasti premoga, ki naj bi gorela zahodno od Centralije. On je verjel, da je bil sosednji ogenj v nekem trenutku delno izkopan, vendar je ne glede na vse zanetil požar na odlagališču 27. maja. Naslednja hipoteza je vzniknila iz pisma, ki je bilo poslano LV premogovno podjetje v dnevih po odkritju požara. Pismo opisuje ogenj ˝neznanega izvora, ki se je začel 25. junija 1962 oz. tam okoli, med obdobjem nenavadno vročega vremena˝. To opisuje teorijo spontanega sežiga, kot vzrok za začetek požara. Ta teorija je bila sprejeta več let s strani države in zveznih uradnikov.

## Posledice
Leta 1984 je kongres dodelil več kot 42 milijonov dolarjev za preselitev prebivalcev Centralije. Večina prebivalcev je sprejela ponudbo odkupa zemljišča in se preselila v bližnji Mount Carmel in Ashland. Nekaj prebivalcev je vseeno ostalo, ne glede na spodbujanje s strani pensilvanijskih uradnikov.Leta 1992 je guverner Pensilvanije Bob Casey obsodil vse stavbe znotraj tega področja na propad. Kasnejše pravno sredstvo okoli zavrnitve tega predloga s strani prebivalcev, je bilo zavrnjeno. Leta 2002 je Poštna služba ZDA preklicala poštno številko za Centralijo, 17927. Leta 2009 je guverner Ed Rendell začel formalno izselitev prebivalcev Centralije. Julija 2012 je še zadnja peščica prebivalcev izgubila svojo pritožbo na predhodno odločitev sodišča in so bili prisiljeni zapustiti mesto. Država in lokalni uradniki so 29. oktobra 2013 dosegli sporazum s sedmimi prebivalci, ki so še ostali, ki jim dovoljuje, da živijo do konca svojega življenja na svoji zemlji, nato pa bo država zopet odkupila pravice do posesti. Požar rudnika v Centraliji se je razširil tudi pod mestom Byrnesville, nekaj kilometrov južno od Centralije. Prebivalci so morali mesto zapustiti in kasneje so ga zravnali z zemljo. Področje Centralije je sedaj turistična atrakcija. Obiskovalci hodijo gledat vitje dima po praznih mestnih ulicah in zapuščeno področje, kjer je nekoč stalo mesto Byrnesville. Ogenj in njegovi efekti so bili predvajani leta 2013 na ˝America Declassified˝ na Travel Channel.